# Cairo Sulcus
Il Cairo Sulcus è una struttura geologica della superficie di Encelado.